# Matilde de la Torre

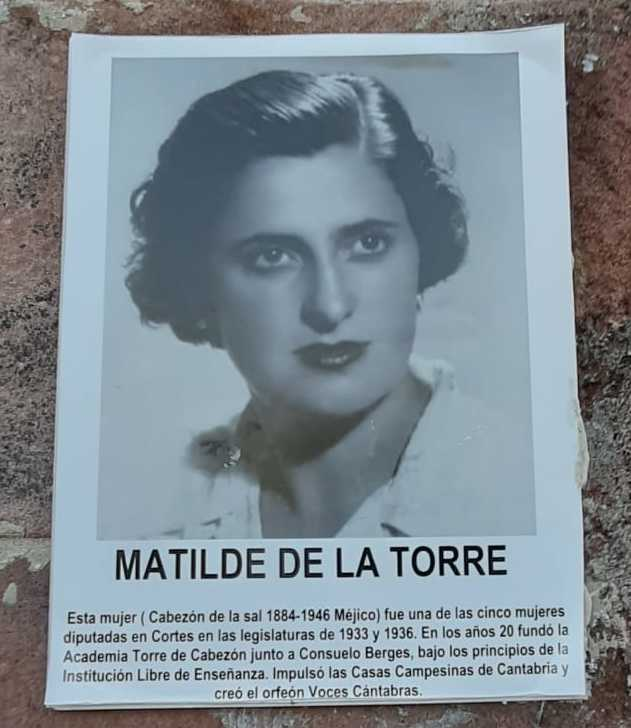

Matilde de la Torre Gutiérrez (* 14. März 1884 in Cabezón de la Sal, Kantabrien; †  19. März 1946 in Mexiko-Stadt) war eine spanische Journalistin, Schriftstellerin, Erzieherin und sozialistische Politikerin.

## Leben
De la Torre war die Tochter von Eduardo de la Torre und Ana Gutiérrez Cueto und entstammte einer adligen Familie mit liberaler Tradition und bürgerlichem Hintergrund. Ihr Vater war Notar in Cabezón de la Sal. Ihr Großvater gründete 1856 die Zeitung La Abeja Montañesa und ihr Onkel Enrique El Atlántico im Jahr 1886. Sie war auch die Cousine ersten Grades der Malerin María Gutiérrez Blanchard.
Die Liebe zur Schriftstellerei wurde ihr in die Wiege gelegt, und sie debütierte 1917 mit der Veröffentlichung von Jardín de damas curiosas: epistolario sobre feminismo, das denselben Namen trug wie ein Gemälde von María Blanchard. Von da an schrieb sie verschiedene Essays, darunter Don Quijote, rey de España (1928) und El Ágora (1930), in denen sie das politische Regime der Restauración, die Strömung des Regeneracionismo und Autoren wie José Ortega y Gasset lobte. 1931 wurde der Roman El banquete de Saturno veröffentlicht.
In den 1920er Jahren gründete De la Torre die Academia Torre in Cabezón de la Sal, wo sie begann, die Prinzipien der Institución Libre de Enseñanza für eine umfassende Bildung anzuwenden. Ihre Cousine Consuelo Berges, eine frisch ausgebildete Lehrerin, arbeitete dort. 1924 gründete sie die Voces Cántabras, einen Chor für Gesang und Volkstänze aus Kantabrien. Mit diesem Chor spielte sie eine wichtige Rolle bei der Sammlung und Wiederbelebung traditioneller Tänze und Lieder Kantabriens, wie dem Baila de Ibio und der Romance del Conde Lara.
Nach dem Ende der Diktatur von Miguel Primo de Rivera trat sie 1931 der Sozialistischen Arbeiterpartei Spaniens (PSOE) bei. In der Zweiten Spanischen Republik wurde sie bei den Wahlen 1933 und 1936 zu den Cortes Generales als Abgeordnete der PSOE für den Wahlkreis Oviedo gewählt und war eine von nur fünf weiblichen Abgeordneten. Als Journalistin erreichte sie den Höhepunkt ihres Schaffens mit Beiträgen in El Socialista und La Región. Während des Bürgerkriegs war sie bis März 1937 Generaldirektorin für Handels- und Tarifpolitik (Comercio y Política Arancelaria) in der Regierung von Francisco Largo Caballero.
Die Niederlage der republikanischen Seite im Bürgerkrieg zwang sie, nach Frankreich ins Exil zu gehen. Dort veröffentlichte sie 1940 Mares en la sombra, in dem sie ihre dramatische Sicht des Krieges in Asturien schildert. Sie schrieb auch für die von Julián Zugazagoitia herausgegebene Zeitschrift Norte, die als Sprachrohr der Negrinisten diente. Im Frühjahr desselben Jahres schiffte sie sich auf die Cuba von Bordeaux nach Mexiko ein. Diese Reise wurde in einem Roman der Schriftstellerin und Journalistin Cecilia García de Guilarte in ihrem Buch Un barco cargado de… beschrieben und De la Torre erscheint datrin als eine Frau von zarter Gesundheit, aber mit einem eisernen Willen.
Am 19. März 1946 starb De la Torre. Als Mitglied der negrinistischen Fraktion der PSOE wurde sie im April 1946 zusammen mit anderen Anhängern von Juan Negrín aus der Partei ausgeschlossen. Erst auf dem 37. Kongress der PSOE, der im Juli 2008 stattfand, wurde sie zusammen mit 36 anderen Ausgeschlossenen symbolisch und posthum wieder in die Partei aufgenommen. Eine Zeremonie zur Übergabe der Mitgliedsausweise fand am 24. Oktober 2009 in der PSOE-Zentrale in Madrid statt.